# Rob Furlong
Rob Furlong (* 11. November 1976 auf Fogo Island, Neufundland) ist ein ehemaliger Korporal der Kanadischen Streitkräfte, der im Jahr 2002 durch einen Präzisionsschuss bekannt wurde.
Im Jahr 2002 befand sich Furlong im Zuge der Operation Anaconda in Afghanistan. In 2430 Meter Entfernung lokalisierte Furlongs Beobachter einen MG-Schützen der Taliban, auf den Furlong daraufhin feuerte. Insgesamt benötigte Furlong drei Versuche, um ihn tödlich zu treffen. Das erste Projektil verfehlte sein Ziel. Der zweite Schuss traf den Rucksack des Taliban. Obwohl dieser das bemerkte, verließ er seinen Schützenstand nicht. Das Projektil (12,7 × 99 mm NATO) wurde aus einem McMillan Tac-50-Scharfschützengewehr abgefeuert.
Furlongs Schuss war bis dahin der aus der größten Entfernung unter Kampfbedingungen erzielte Treffer. Mehr als sieben Jahre später wurde vom Briten Craig Harrison ein Schuss aus größerer Entfernung abgegeben.

## Hintergründe
Das mediale Interesse veranlasste den kanadischen Fernsehsender CBC eine Hintergrundreportage über Furlongs Schuss zu produzieren. In der Sendung Sunday kam er selbst zu Wort. Furlong, der in Neufundland aufwuchs, sei bereits sehr früh von Waffen und von der Jagd begeistert. Vor seiner Zeit bei der kanadischen Armee habe er nie Schießsport betrieben.
Der Schuss wurde mit einer .50-Munition aus US-amerikanischer Produktion ausgeführt. Laut Furlong habe die US-Munition eine stärkere Treibladung als die .50-Munition aus kanadischer Produktion, was die Reichweite steigerte. Er verwendete ein Zielfernrohr mit 16-facher Vergrößerung. Den getroffenen Taliban habe er am fraglichen Tag nur schemenhaft erkennen können.
Dem Team aus Scharfschützen war zum Zeitpunkt des Treffers nicht klar, aus welcher Entfernung sie den Schuss abgegeben hatten. Erst einige Tage später erfuhr Furlong von der Weite.
Nach Verlassen der Armee arbeitete Furlong als Polizist. Furlong wurde im August 2013 wegen Urinierens auf einen Kollegen und anderem Fehlverhalten vom Polizeidienst suspendiert.
In Alberta eröffnete er 2013 eine Scharfschützen-Ausbildungseinrichtung.